# إيرول ستيفنز
إيرول ستيفنز (بالإنجليزية: Errol Stevens)‏ (9 مايو 1986 بكينغستون في جامايكا - ) هو لاعب كرة قدم جامايكي في مركز الهجوم. شارك مع منتخب جامايكا لكرة القدم. أما مع النوادي، فقد لعب مع نادي هاربور فيو وأرنيت جاردنز وHaiphong FC ‏ وSaraburi United F.C. ‏ ونادي خيمكي.

## وصلات خارجية
- إيرول ستيفنز على موقع قاعدة بيانات كرة القدم.إي يو (الإنجليزية)
- إيرول ستيفنز على موقع ناشيونال فوتبول تيمز (الإنجليزية)
- إيرول ستيفنز على موقع Soccerway.com (الإنجليزية)
- إيرول ستيفنز على موقع عالم كرة القدم.نت (الإنجليزية)